# Institut d'Estudis Nord-americans
Institut d'Estudis Nord-americans (IEN) és una entitat cultural fundada el 1951 a Barcelona com a associació sense ànim de lucre amb la finalitat de promoure l'intercanvi cultural des de Catalunya amb els Estats Units d'Amèrica. La seva activitat principal és l'ensenyament de la llengua i la cultura nord-americanes, amb un sistema d'ensenyament basat en la interacció a la classe entre el professor i l'alumne. El 1992 va rebre la Creu de Sant Jordi.
El van fundar, entre d'altres, el metge de Barcelona, Josep Maria Poal i l'arquitecte Josep Maria Bosch Aymerich. Les seves principals activitats són l'ensenyament de l'idioma anglès i la promoció de la consciència cultural a través d'exposicions d'art, seminaris, conferències, actuacions musicals, així com l'establiment de la primera i més gran biblioteca americana d'Espanya. L'IEN també ha dedicat els seus esforços a la creació i l'èxit d'un Departament de Formació de mestres (acreditat pel Trinity College London i el "govern de la Generalitat") i un Departament d'Espanyol (amb crèdits atorgats per alguns Programes d'Estudi a l'Estranger dels EUA) amb la finalitat d'estrènyer els vincles entre ambdós països.
Des de setembre de 2019 l'Institut ja no ofereix classes d'anglès, tot i que es mantenen les activitats relacionades amb l'educació, la cultura i la societat estatunidenques.

## Cursos impartits
S'hi realitza tota mena de cursos de llengua i cultura nord-americanes per a totes les edats, professions i utilitats, organitzats per tal d'oferir una àmplia varietat d'horaris. És Centre oficial per als exàmens de TOEFL, GRE, SAT, USMLE i altres exàmens indispensables per a estudiar a les Universitats dels EUA.
Amb més de 60 anys d'experiència, l'Institut d'Estudis Nord-americans es considera a l'avantguarda de l'ensenyament d'idiomes, amb un personal docent altament qualificat que promou un enfocament comunicatiu en l'ensenyament d'idiomes. l'IEN ofereix una àmplia varietat d'horaris als seus alumnes, ja sigui en l'"English Adult Program" Programa d'Anglès per a Adults amb crèdits de cursos expedits per les universitats catalanes, l'"English Junior/Teen Program" (Programa Anglès d'Adolescents), l'"English Professional Program " (Programa d'Anglès Professional), l'"English Challenge Multi-media Center" (Desafiament Anglès Centre Multi-media), el "Teacher Training Program" (Programa de Formació del Professorat) o l'"Spanish Program" (Programa de castellà).

## Fundació Institut d'Estudis Nord-americans
El 2006, l'Institut d'Estudis Nord-americans va esdevenir una fundació privada amb els següents membres:
- Patronat: Juan Francisco Corona (president), Juan Carlos Arranz, Josep Lluís Bonet, Ramon Casals, Carles Domingo Pagès, Lluís Foix, Robert Manson, Andreu Mas-Colell, Juan Enrique Maza, Pere Mateu, Àngel Monell, Antoni Noguero, Antonio Alfonso Rosselló Mestre, Antoni Serra Ramoneda, Jordi Setoain, Blake Davies i Ismael Nafria.
- Comitè Executiu: Juan Francisco Corona (president), Juan Carlos Arranz, Carles Domingo, Guillem Iglesias, Robert Manson, Andreu Mas-Colell, Àngel Monell, Antoni Noguero, Jordi Setoain
- Consol General EUA: Marcos Mandojana.
- Col·legi Alemany de Barcelona
- Liceu francès de Barcelona